# Cheirolophus crassifolius
Cheirolophus crassifolius (лат.) — вид двудольных растений семейства сложноцветных.

## Описание
Полусуккулентное растение. Листья лишены опушения, тёмно-зелёные, продолговатые или лопатообразные. Цветёт с конца мая до июля. Соцветие головчатое шириной около 4 см. Головка состоит нескольких рядов гладких, не колючих прицветников и многочисленных трубчатых цветков пурпурного цвета. Семена снабжены хохолком и распространяются ветром.
Растения произрастают на границе вершин утесов до 50 м вглубь от края утеса, на вторичных прибрежных откосах (около 300—500 м от побережья), которые непосредственно не обращены в сторону моря, и внутренние склоны скалистых долин, где их устье соединяется с линией утеса (около 100—200 м от побережья).
Он эндемичен для Мальты, где он был признан национальным растением Мальты с 1971 года.
Он широко распространён в дикой природе на западных скалах Мальты, а также в пределах Виед-бабу на юго-востоке Мальты. Реже встречается на южных скалах острова Гоцо.
Впервые растение описано Антонио Бертолони в 1829 году как Centaurea crassifolia. В 1971 году Йосеф Досталь поместил этот вид в описанный им монотипический род Palaeocyanus. Однако в 1999 году на основании генетических исследований вид был перемещён в род Cheirolophus.
Название Cheirolophus означает ручной гребень и относится к похожим на руки прицветникам большинства видов этого рода, а crassifolius означает толстые листья (листья сочные и имеют форму ложки).

## Культивирование
Растение повсеместно культивируется на Мальте в связи с его значением как национального символа. Сорт serratifolia (с зубчатыми листьями) очень редок и известен только на Гозо.